# Plegafulles de Mazar Barnett
El plegafulles de Mazar Barnett (Cichlocolaptes mazarbarnetti) és un ocell extint de la família dels furnàrids (Furnariidae). Habitava la selva humida del nord-est del Brasil, a Alagoas i Pernambuco.